# 紅千層
紅千層（学名：Callistemon rigidus）为桃金娘科紅千層屬下的常綠小喬木，原生於澳洲，一般高度及樹冠闊度只有2米。樹皮呈灰褐色，與親緣關係相近的千層樹同樣有可剝落樹皮，但不呈海綿狀而較堅實。葉是長線形互生類別，前端尖銳，堅硬，有芳香油滲出。遠看的花是簇生著鮮紅，生成穗狀花序，雄蕊於頂端突出，但同時仍有空間長出枝節嫩葉。花期多在五月至六月期間。
由於紅千層這獨特的擦狀花序，因此也有刷毛楨等別稱。

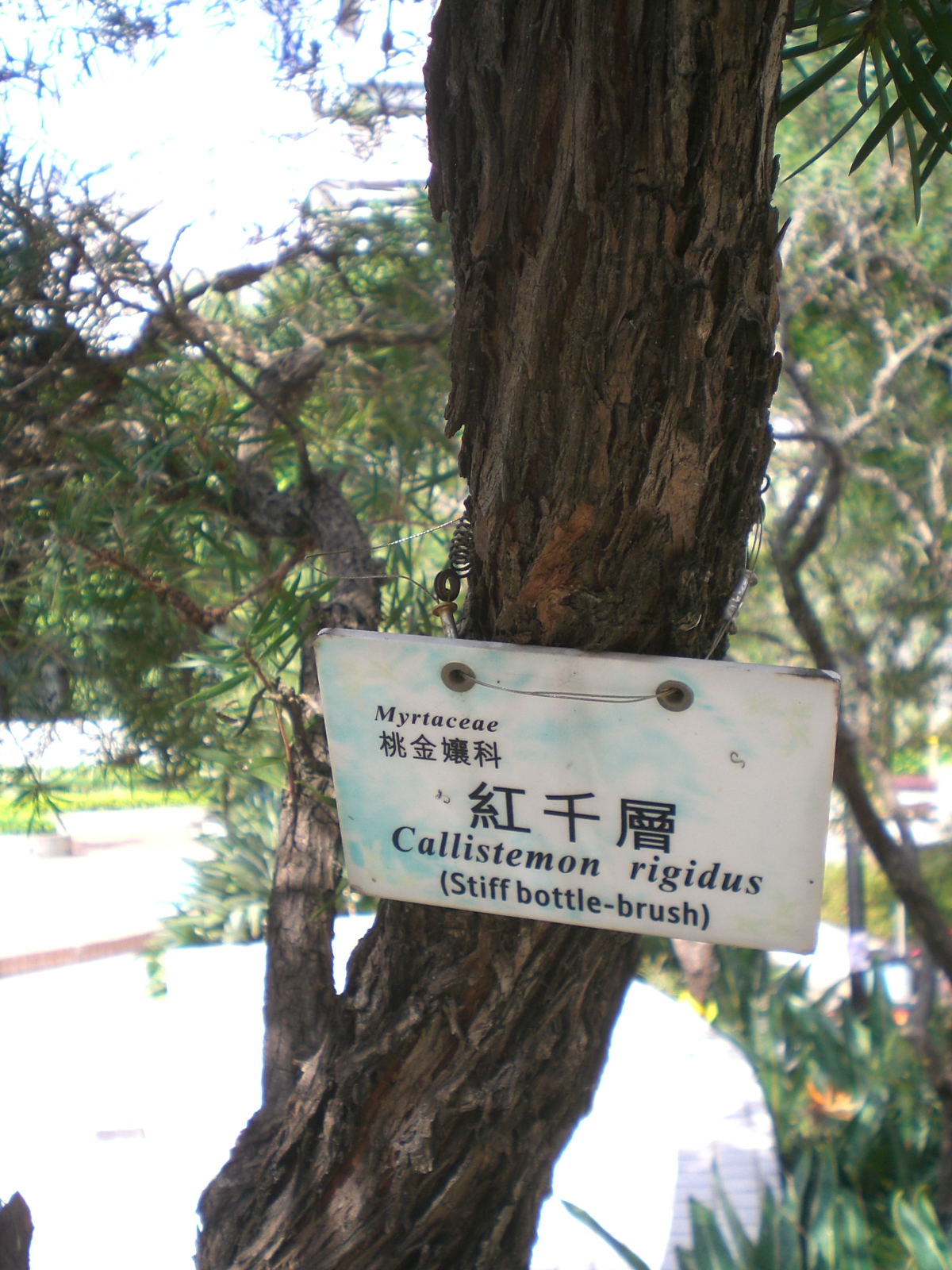
紅千層
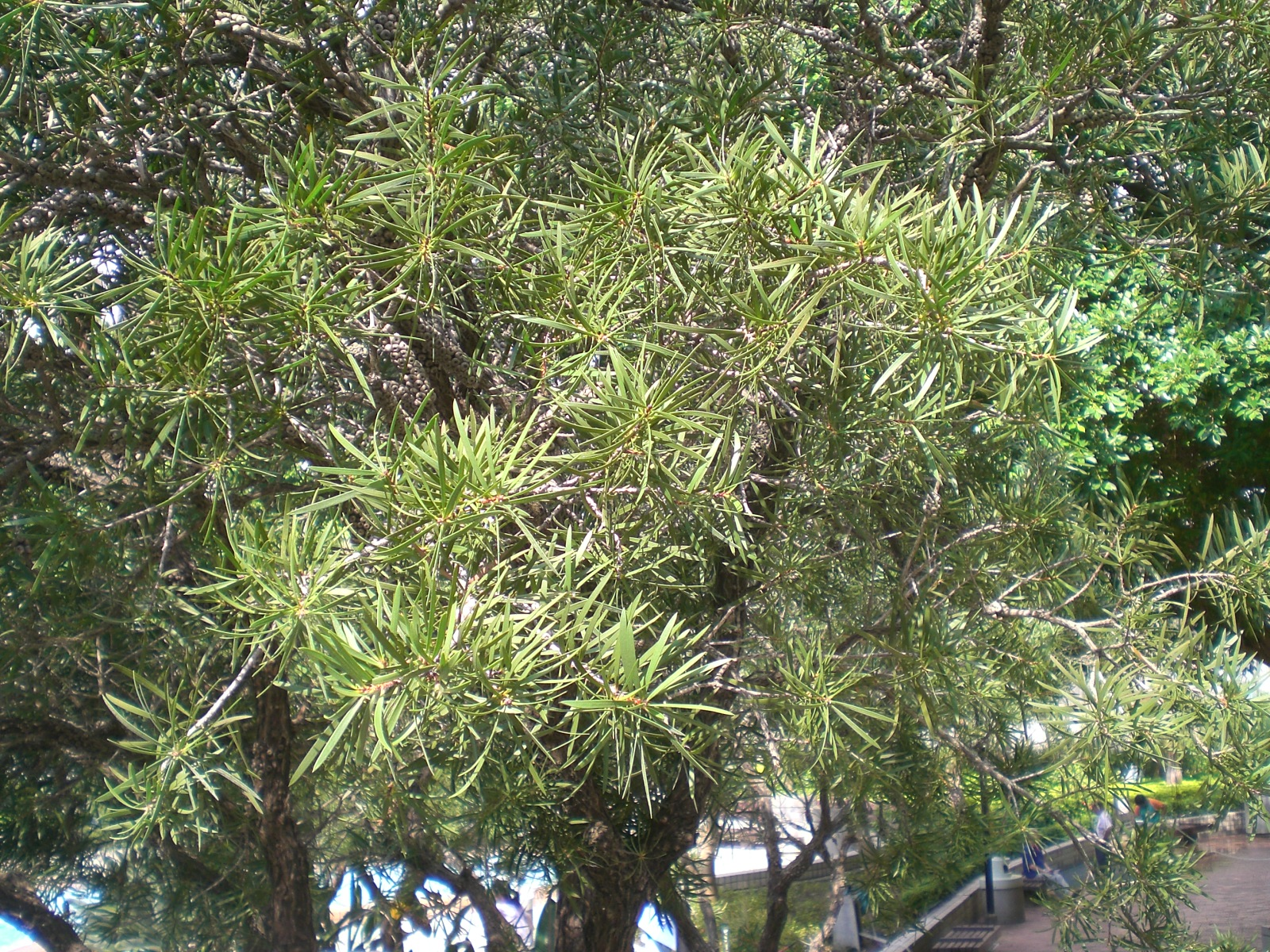
紅千層

## 外部連結
- 維基物種上的相關：红千层
- 香港浸會大學中醫藥學院. 紅千層 （页面存档备份，存于）. 藥用植物圖像數據庫.